# Bidovce
Bidovce este o comună slovacă, aflată în districtul Košice-okolie din regiunea Košice. Localitatea se află la altitudinea de 249 m deasupra n.m., se întinde pe o suprafață de 9,81 km2 și în 2017 număra 1.575 de locuitori.

## Istoric
Localitatea Bidovce este atestată documentar din 1276.

## Demografie
| An:                | 1994 | 2004   | 2014    | 2024    |
| ------------------ | ---- | ------ | ------- | ------- |
| Număr de persoane: | 1080 | 1168   | 1444    | 1702    |
| Diferență:         |      | +8,14% | +23,63% | +17,86% |

| An:                | 2023 | 2024   |
| ------------------ | ---- | ------ |
| Număr de persoane: | 1689 | 1702   |
| Diferență:         |      | +0,76% |